# Mesopolobus juniperinus
Mesopolobus juniperinus är en stekelart som beskrevs av Rosen 1958. Mesopolobus juniperinus ingår i släktet Mesopolobus och familjen puppglanssteklar. Arten är reproducerande i Sverige. Inga underarter finns listade i Catalogue of Life.